# Château de Kadriorg
Le château de Kadriorg (estonien : Kadrioru loss), anciennement château de Catharinenthal, est un château situé à Tallinn en Estonie.
Il est édifié par Pierre le Grand à partir de l'été 1718, huit ans après que la province d'Estland soit passé de la Suède à la Russie. Les travaux du bâtiment principal se sont terminés en 1725.

## Présentation
Le château de Kadriorg se trouve dans le quartier de Kadriorg à Tallinn (à l'époque Reval), entre la terrasse alluviale de Lasnamäe (à l'époque Laaksberg) et la mer Baltique. Comme Peterhof au bord du golfe de Finlande, il est donc situé près d'un rivage. Il est nommé alors Catharinenthal d'après le nom de la seconde épouse de l'empereur, Catherine, et se traduit par « Vallée de Catherine » en allemand, langue officielle de la province. Le château servait de résidence d'été impériale. Il a pris son nom estonien après 1919.

## Historique
Les plans du château baroque sont confiés à l'architecte italien Nicola Michetti (1675-1758) qui participe également à la construction du palais de Peterhof. Les travaux sont accomplis par Gaetano Chiaveri et Mikhaïl Zemtsov. On plante plus de 550 arbres dans le parc de Kadriorg en 1722, mais les projets ne sont pas terminés, lorsque l'empereur meurt en 1725.
Au XIXe siècle, Catharinenthal est rejoint par les faubourgs de Reval, et des constructions pour les employés et les ouvriers du château sont construites autour. La plupart de ces employés sont russes, aussi le faubourg est bâti dans le style russe et il prend le nom de sloboda (village russe). Au fil des ans, l'endroit devient un lieu balnéaire prisé de l'aristocratie et de la bourgeoisie allemandes de la Baltique et des visiteurs russes. Nicolas Ier fait restaurer le château de fond en comble en 1827 pour y séjourner. Ses trois filles y passent leur villégiature d'été en 1832, lançant la mode des séjours estivaux. Des villas se construisent alentour, et des membres de la famille impériale prennent l'habitude de passer l'été au château.
Le troisième festival de musique folklorique estonienne se tient dans le parc en 1880. On inaugure en 1902 un grand monument dans la partie du parc au bord de la Baltique, en mémoire du naufrage du cuirassé Roussalka. Il est sculpté par Amandus Adamson. Le parc de Kadriorg est réaménagé par le directeur des jardins de Riga, Georg Kuphaldt (1853-1938).
Le château est aujourd'hui un musée, où l'on peut admirer nombre de tableaux de maîtres et différentes collections. L'ancien appartement de Pierre le Grand retrace sa vie.
Le palais présidentiel, résidence du président de la république d'Estonie est également situé dans le parc, et le Kumu (nouveau musée d'art de Tallinn) se trouve à proximité.

## Accès
Le château est desservi par le tramway.

## Illustrations

### Du palais

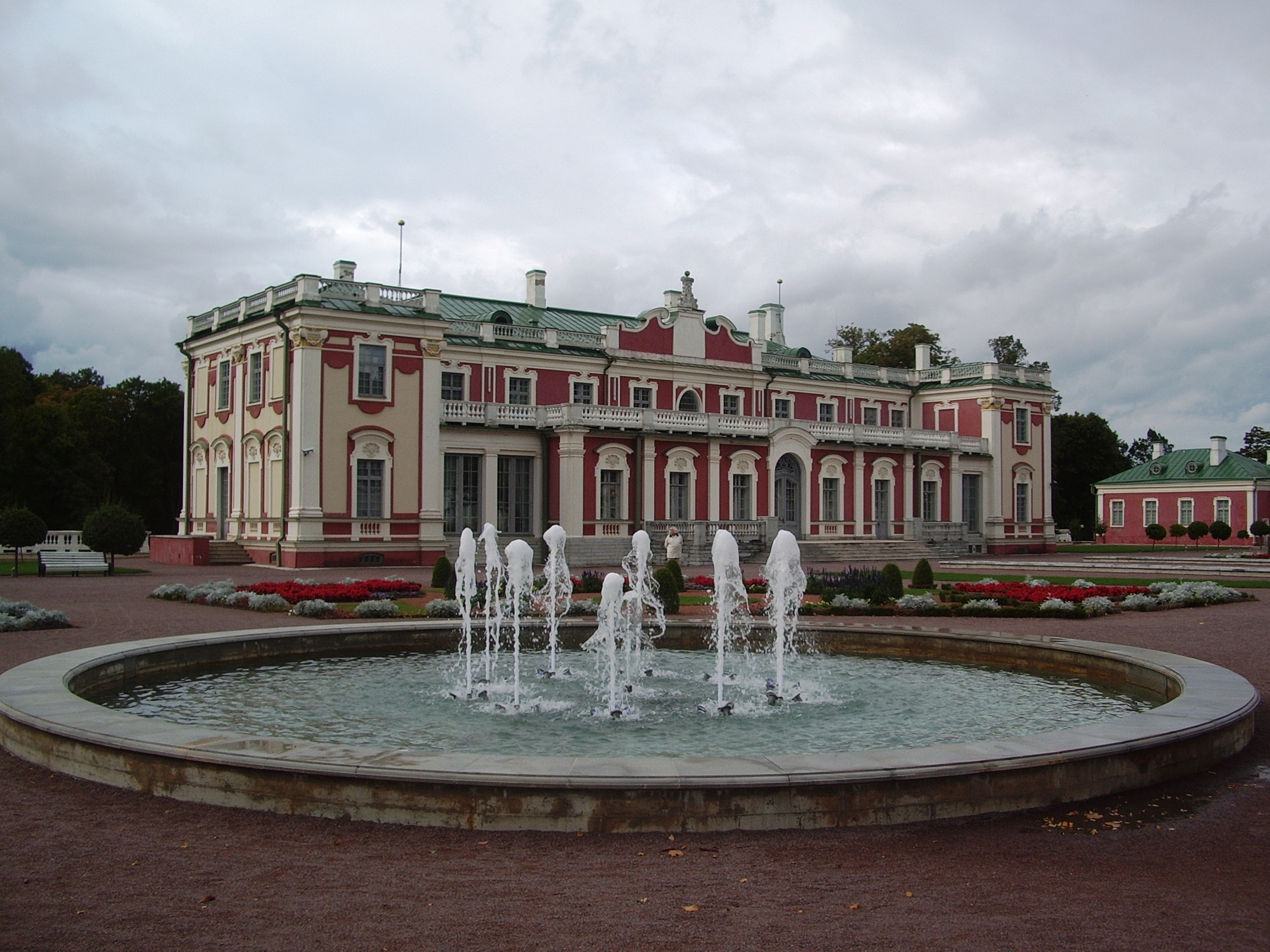
Vue de la façade avec un bassin.
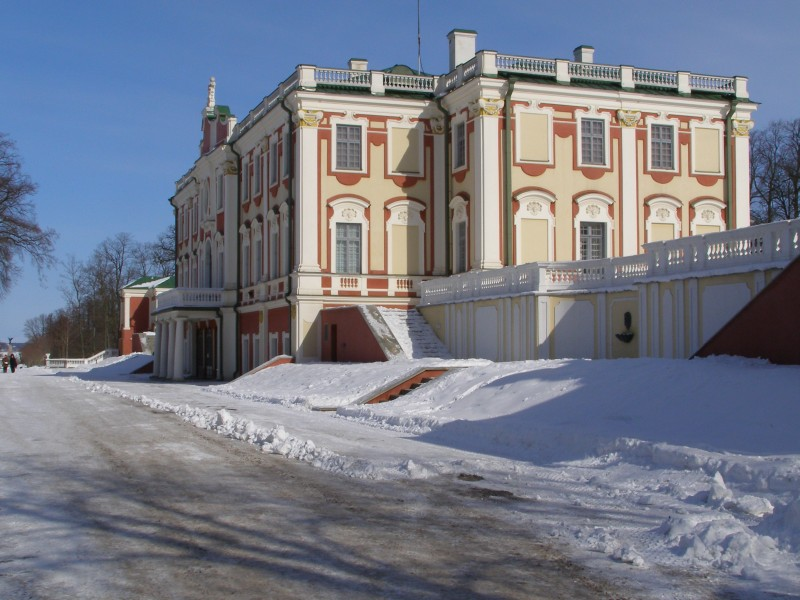
Le château en hiver.
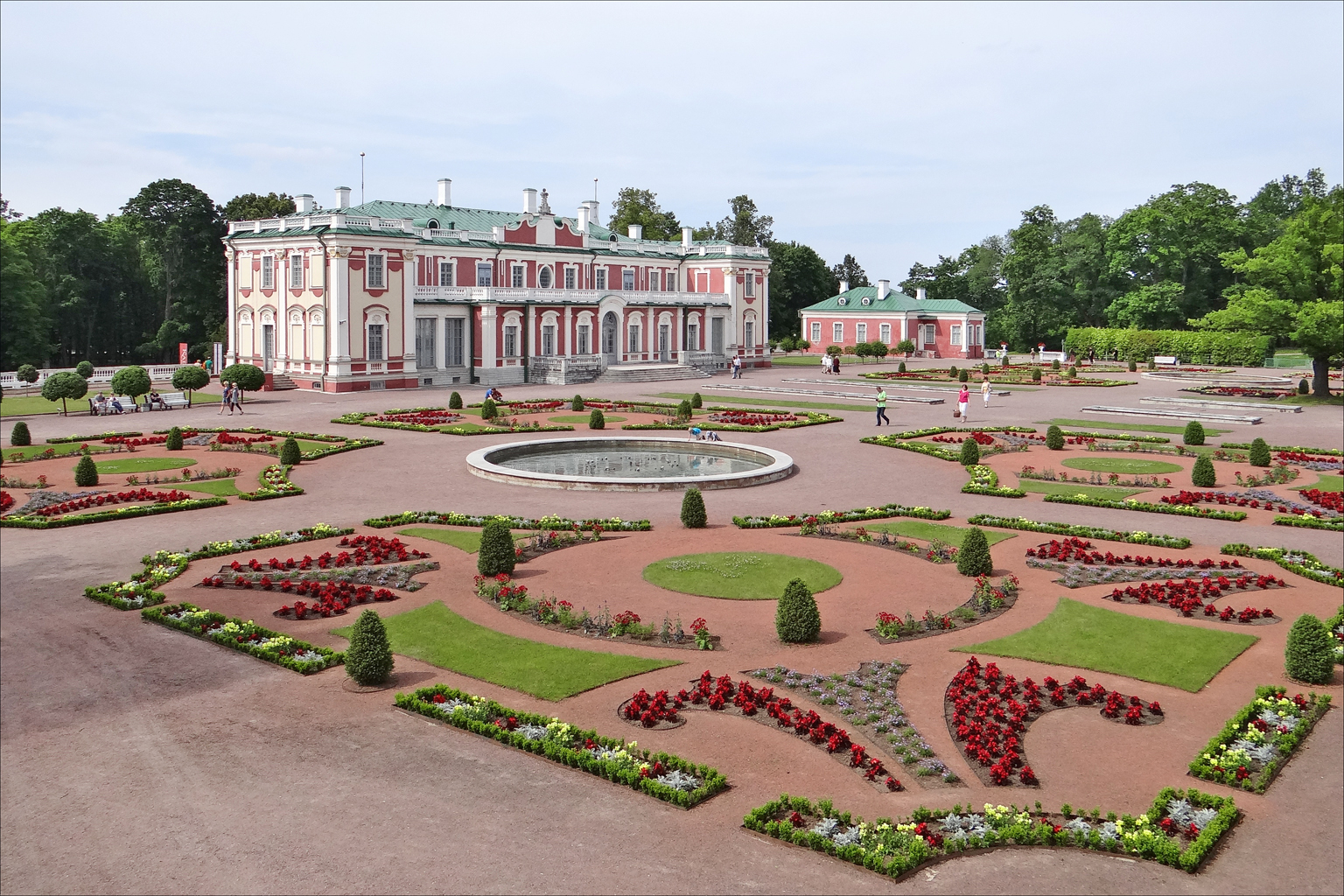
Vue du jardin.
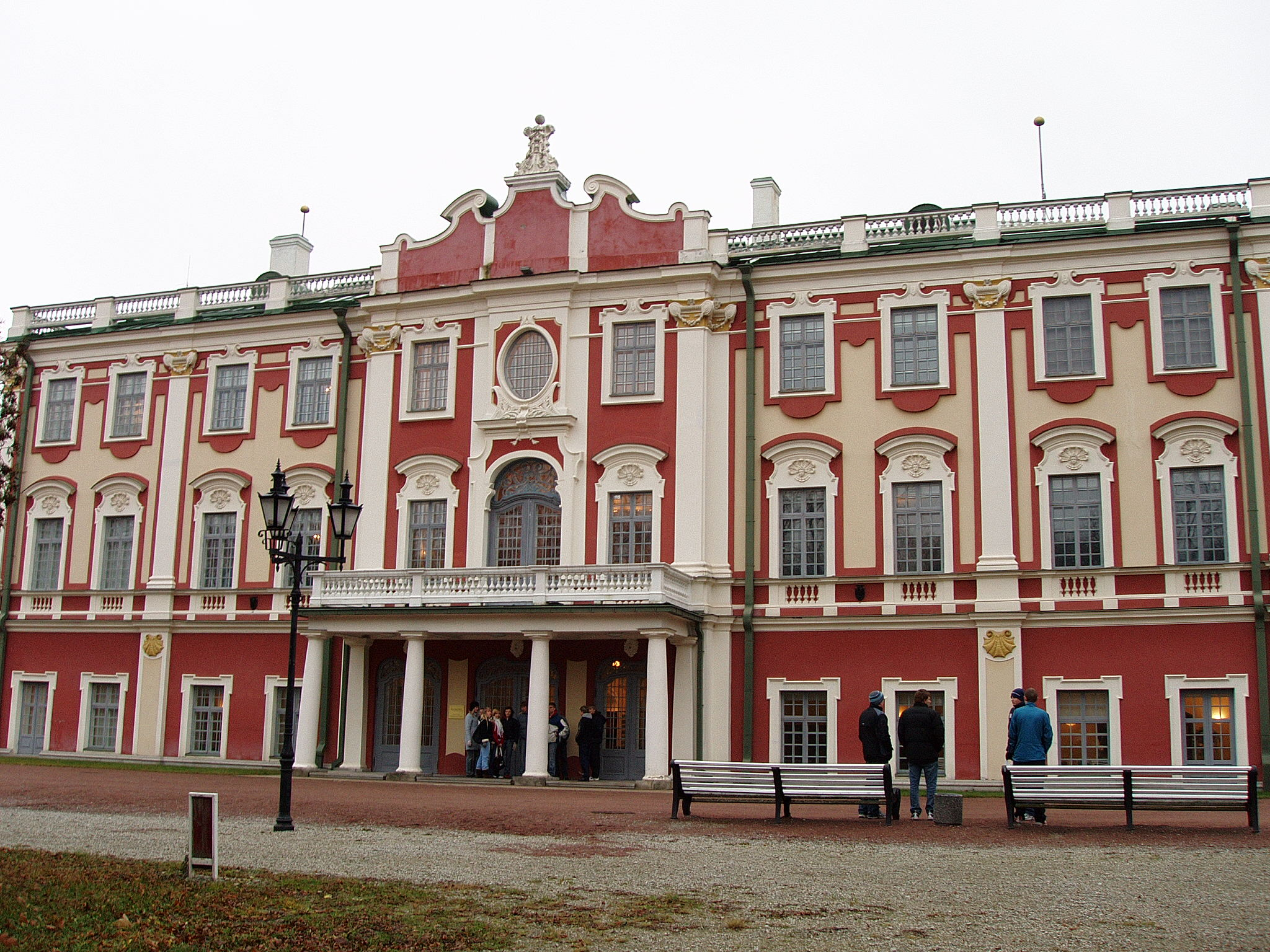
Entrée d'honneur.
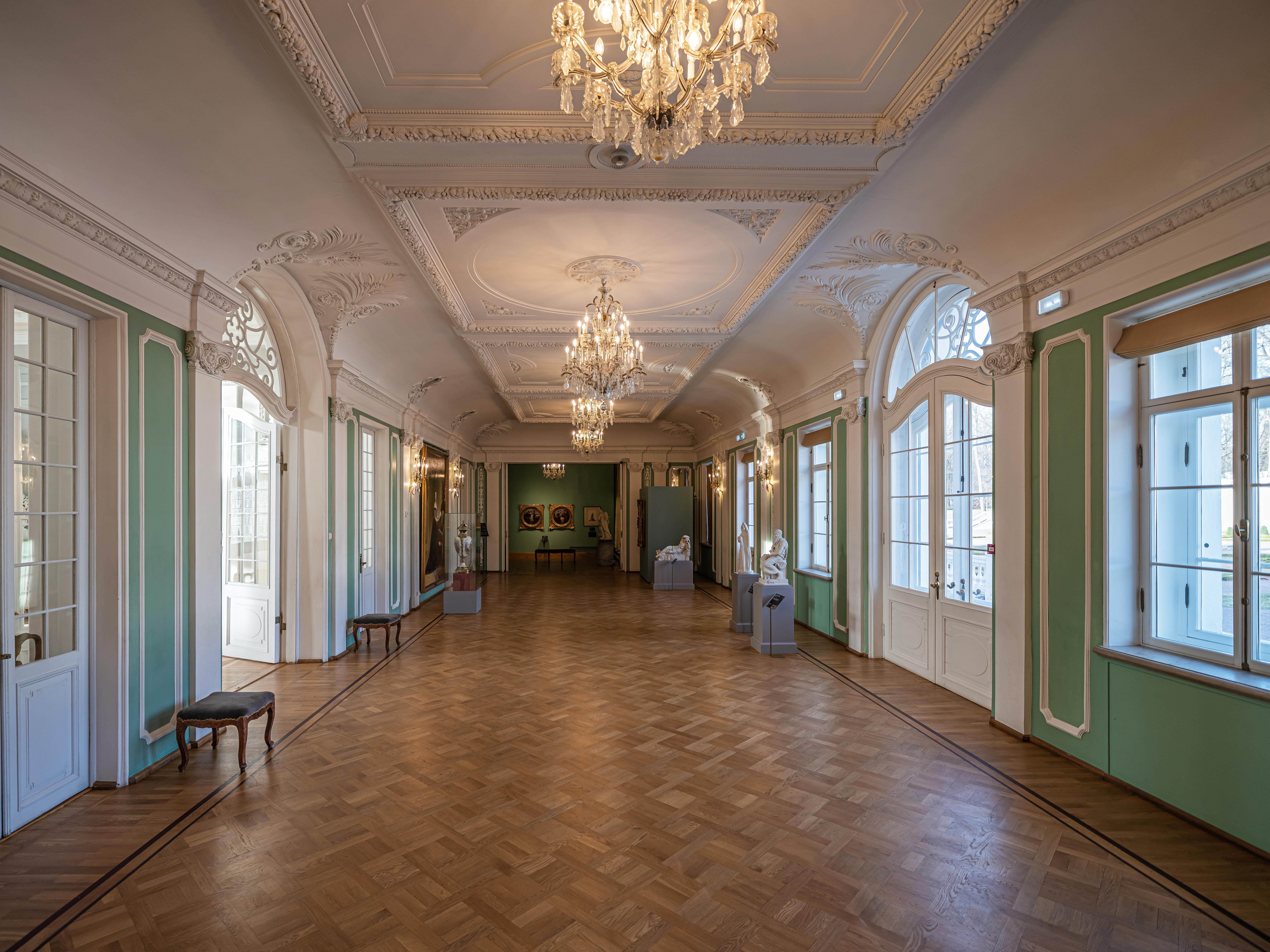
Vue d'un salon.
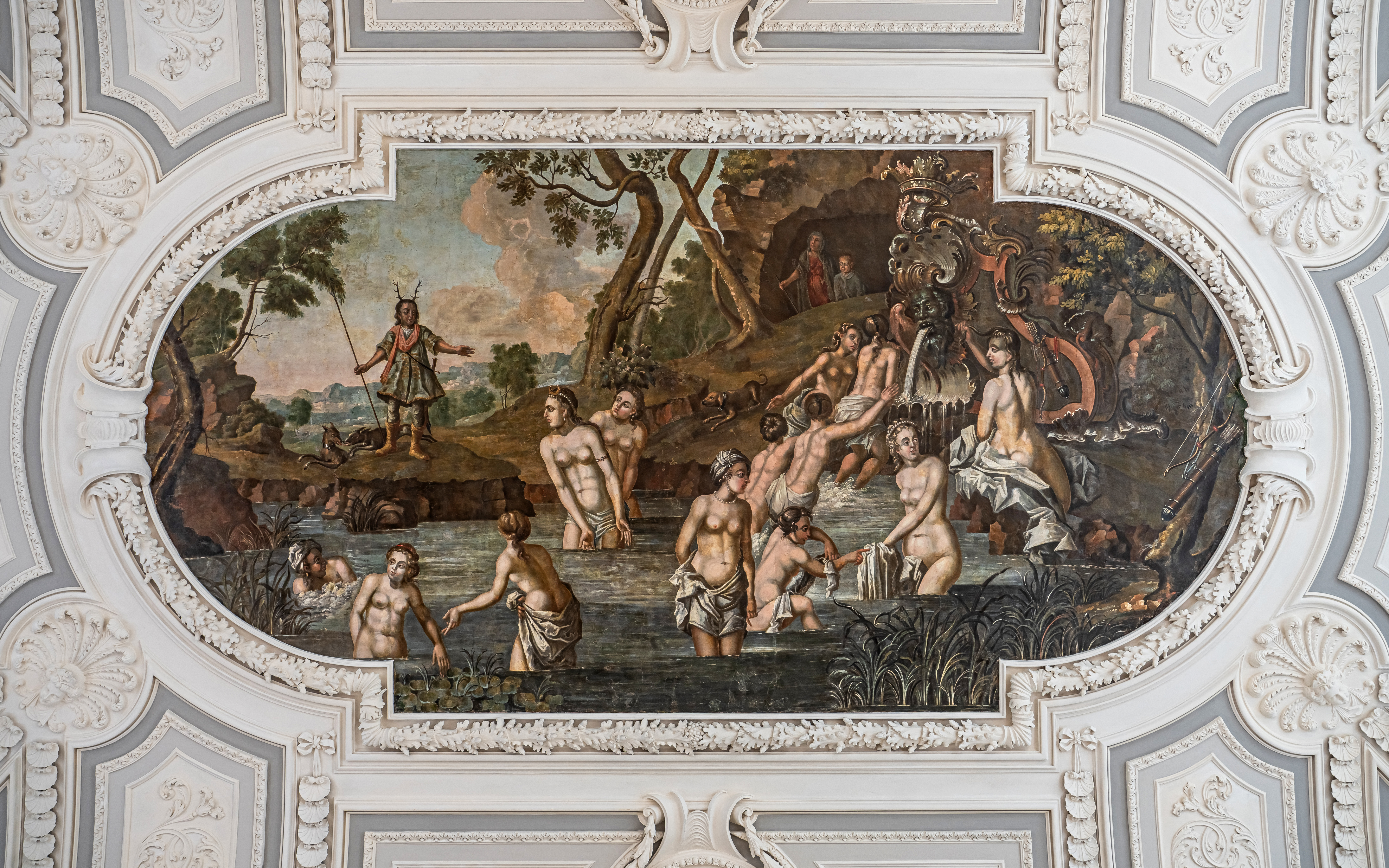
Plafond du hall principal.
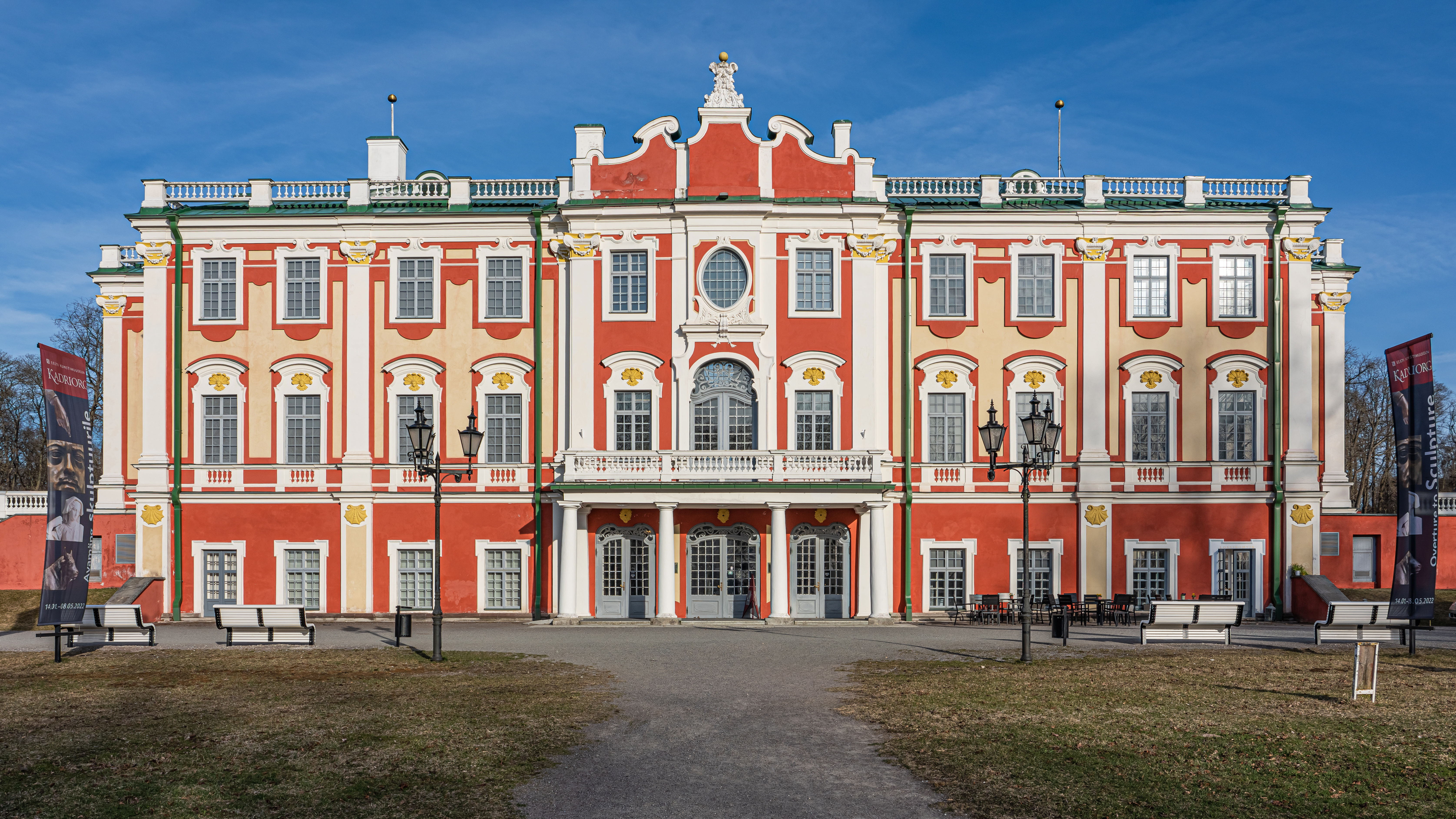
Le château de Kadriorg, façade ouest.
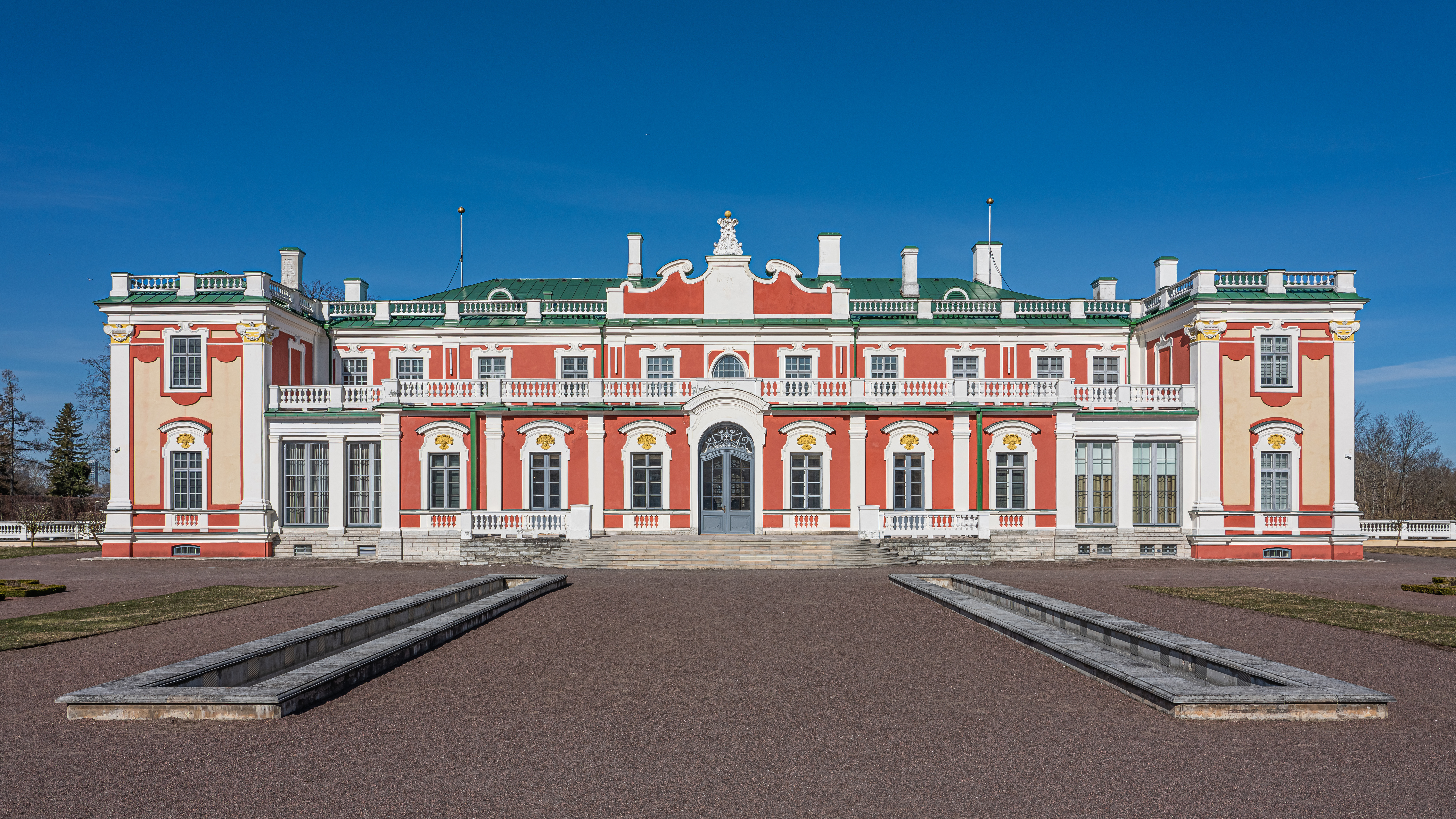
Le château de Kadriorg, façade est.
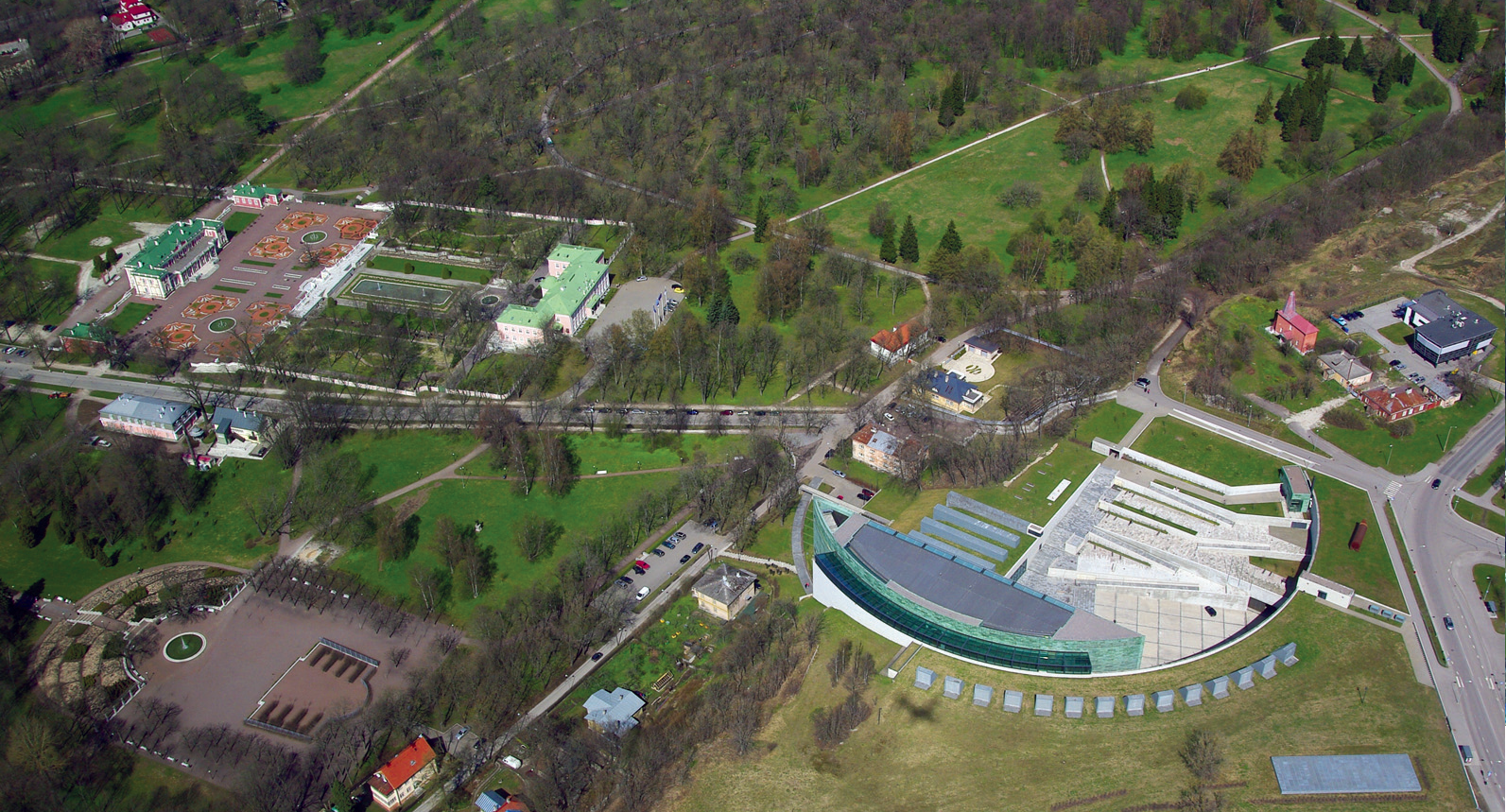
Vu du ciel du château de Kadriorg (en haut à gauche), ainsi que du palais présidentiel estonien et du Kumu (au premier plan à droite).

### Des peintures

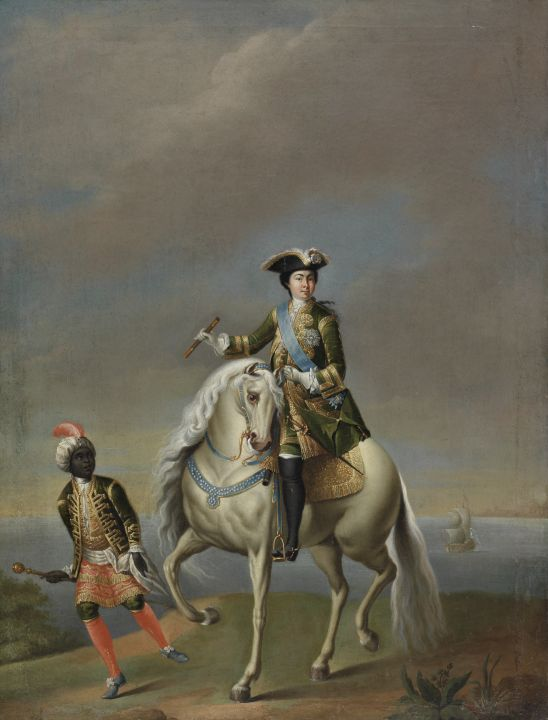
Portrait équestre de Catherine par Georg Christoph Grooth.
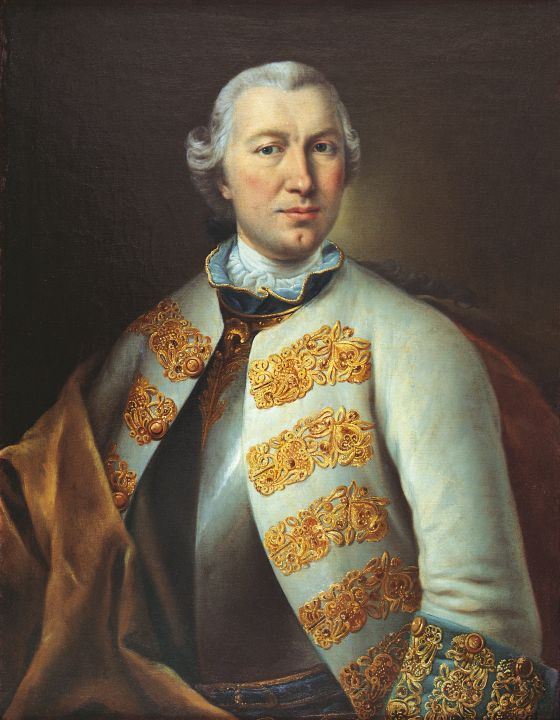
Un membre de la famille Sivers par Lukas Konrad Pfandzelt.
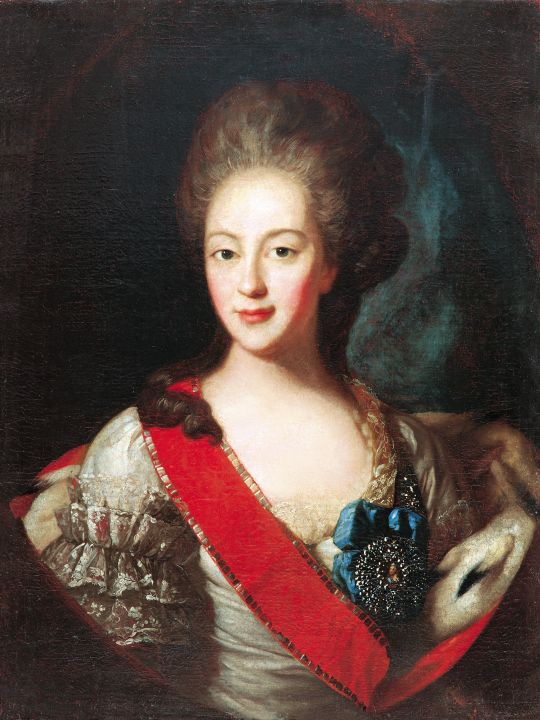
Catherine Nikolaïevna Orlov par Fedor Rokotov.